# Jago Automotive
Jago Automotive – brytyjskie przedsiębiorstwo branży motoryzacyjnej, działające w latach 1965-1997.

## Modele
Lista niepełna
- Jago Jeep
- Jago Samuri